# Sebastian Rădulețu
Sebastian Radu Iulian Rădulețu (* 16. August 1975 in Cluj-Napoca) ist ein rumänischer Jurist. Er ist seit 2023 Richter am Europäischen Gerichtshof für Menschenrechte (EGMR).

## Leben und Wirken
Rădulețu studierte ab 1993 Rechtswissenschaften, Geschichte und Englische Sprache an der Universität Craiova. 1997 und 1998 machte er in diesen Fächern seine Abschlüsse. Anschließend arbeitete er in Rumänien als Rechtsanwalt und spezialisierte sich auf Strafrecht und Menschenrechte. 2000 wurde er in Craiova zum Dr. iur. promoviert. Im folgenden Jahr 2001 absolvierte er erfolgreich einen von der Université Paris 1 Panthéon-Sorbonne und der Universität Bukarest gemeinsam angebotenen Diplom-Studiengang zum franko-rumänischen Wirtschaftsrecht sowie einen Diplom-Studiengang zu den Grundrechten der Universitäten Paris-Nanterre und Nantes. In der Folge arbeitete er in der Kanzlei des EGMR sowie als Berater für das rumänische Justizministerium. Von 2012 bis 2014 absolvierte Rădulețu ein Masterstudium des Rechts der internationalen Menschenrechte an der University of Oxford. 2014 wurde er in Craiova habilitiert und lehrte dort anschließend als Professor. Parallel dazu war als Lecturer am Pembroke College in Oxford tätig. 2016 erwarb er ein postgraduales Diplom in europäischem Recht am King’s College London. Von 2018 bis 2023 arbeitete er als Anwalt am Internationalen Strafgerichtshof. Im Jahr 2022 war er Ersatz-Mitglied der Venedig-Kommission. Ein Jahr später wurde Rădulețu von der Universität Oxford auch zum Dr. phil. promoviert.
Im April 2023 wurde er als Nachfolger von Iulia Motoc als Vertreter Rumäniens zum Richter am Europäischen Gerichtshof für Menschenrechte gewählt. Er trat seine voraussichtlich bis 2032 dauernde Amtszeit am 3. Juli 2023 an.